# San Marcos (San Salvador)
San Marcos è un comune del dipartimento di San Salvador, in El Salvador.